# Тодтнау
Тодтнау (њем. Todtnau) град је у њемачкој савезној држави Баден-Виртемберг. Једно је од 35 општинских средишта округа Лерах. Према процјени из 2010. у граду је живјело 4.980 становника. Посједује регионалну шифру (AGS) 8336087.

## Географски и демографски подаци
Тодтнау се налази у савезној држави Баден-Виртемберг у округу Лерах. Град се налази на надморској висини од 659 метара. Површина општине износи 69,6 km². У самом граду је, према процјени из 2010. године, живјело 4.980 становника. Просјечна густина становништва износи 72 становника/km².